# هنر الکترونیکی
هنر الکترونیکی (انگلیسی: Electronic art) شیوه‌ای از خلق هنری است که از رسانه های الکترونیکی استفاده می‌کند و به طور گسترده‌تر، به فناوری و/یا رسانه‌های الکترونیکی اشاره دارد. این هنر ارتباط نزدیکی با هنر اطلاعات, هنر نیومدیا, هنر ویدئو, هنر دیجیتال, هنر تعاملی, هنر اینترنتی و موسیقی الکترونیک است . آن را زاییده هنر مفهومی و هنر سیستمی می دانند.